# مونی فلت (کالیفرنیا)
مونی فلت (به انگلیسی: Mooney Flat) یک منطقه ثبت‌نشده در شهرستان نوادا، ایالت کالیفرنیا است. این منطقه در ارتفاع ۲۲۶ متری (۷۴۱ فیت) از سطح در واقع شده. نام این مکان برگرفته از نام توماس مونی می‌باشد که در سال ۱۸۵۱ اولین اداره پست و هتل را در آنجا افتتاح کرد.
مونی فلت در انتهای غربی کانال هوازی قرار دارد که از خط الراس سن خوان می‌گذرد. کانال از فرنچ کورال ناپدید می‌شود و سپس دوباره در اطراف مونی فلت برای چند مایلی ظاهر می‌شود و جوامع مونی فلت، ساکر فلت، اسمارتسویل و تیمبوکتو را از شرق به غرب در بر می‌گیرد، اسمارتسویل شهر اصلی بود و هنوز هم وجود دارد. در حالی که مرز ترسیم شده بین شهرستان نوادا و شهرستان یوبا باعث شد تا اسمارتسویل در شهرستان یوبا و مونی فلت در شهرستان نوادا قرار گیرد، در سال‌های بعد، ساکنان اسمارتسویل درخواست ناموفق برای تبدیل شدن به بخشی از شهرستان نوادا کردند.